# Nihonmatsu
Nihonmatsu (japanska: 二本松市?, Nihonmatsu-shi) är en stad i Fukushima prefektur i Japan. Staden fick stadsrättigheter 1958.